# Haubicki
Haubicki (Płachecki, Haubitz, Jastrząb, Gołąb, Gołąbek, Falken, Falken-Plachetzki, Falken-Płachecki, Plachecki, Plachetzki, błędnie Jastrzębiec odmienny) – kaszubski herb szlachecki, według Przemysława Pragerta błędnie uznawany za odmianę herbu Jastrzębiec.

## Opis herbu
Herb występował przynajmniej w czterech wariantach. Opisy z wykorzystaniem klasycznych zasad blazonowania:
Haubicki (Płachecki I, Haubitz, Jastrząb, Gołąb, Falken, błędnie Jastrzębiec odmienny): W polu błękitnym lecący jastrząb czarny (lub naturalny) z gołębiem dzikim w szponach. Klejnot: nad hełmem w koronie ogon pawi. Labry błękitne podbite srebrem.
Płachecki Ia (Falken-Plachetzki, Falken-Płachecki, Haubicki odmienny, Falken): W polu błękitnym lecący jastrząb srebrny z takimż gołębiem w szponach. Klejnot: nad hełmem w koronie trzy pióra pawie. Labry błękitne podbite srebrem.
Płachecki II (Falken-Plachetzki, Falken-Płachecki, Haubicki odmienny, Falken odmienny): W polu sokół z rozpostartymi skrzydłami w prawo. Klejnot: nad hełmem bez korony sokół jak w godle między dwoma piórami strusimi. Labry nieznanej barwy.
Płachecki II odmienny (Falken-Plachetzki, Falken-Płachecki, Haubicki odmienny, Falken odmienny): W polu sokół z rozpostartymi skrzydłami przeszyty strzałą, trzymający w szponach gołębia. Klejnot: nad hełmem bez korony strzała na opak, zakończona połulilią pomiędzy dwoma piórami strusimi. Labry. Barwy nieznane.
Płachecki III (Plachecki, Plachetzki, Haubicki odmienny, Falken odmienny): W polu sokół ze złożonymi skrzydłami. Klejnot: nad hełmem w koronie trzy pióra strusie. Labry nieznanej barwy.

## Najwcześniejsze wzmianki
Wariant podstawowy znany ze źródeł polskojęzycznych: herbarzy Dachnowskiego (Herby szlachty Prus Królewskich), Niesieckiego (Korona polska), Ostrowskiego (Księga herbowa rodów polskich) oraz Chrząńskiego (Tablice odmian herbowych). Źródła niemieckojęzyczne podają herb w wariancie Ia. Są to między innymi herbarze: Ledebura (Adelslexikon der preussichen Monarchie von...), Żernickiego (Der polnische Adel), Nowego Siebmachera i Wincklera (Der nationalitaten Pomerellens). Nowy Siebmacher dodatkowo przytacza warianty II i III. Wariant II pochodzi z pieczęci jakiegoś Falken-Płacheckiego służącego w armii pruskiej w 1839. Wersja II odmienna to herb z pieczęci Rocha Falken-Płacheckiego, regenta grodzkiego pomorskiego w latach 1766-1778. Wariant III pochodzi z pieczęci z XVIII wieku.

## Herbowni
Płachecki (Plachecki, Plachetzki, Płąchecki). Rodzina nosiła też przydomki Falken, Dułak (Dulak), Habicht, Lewald (Lewalt), Pęta (Peta, Pęt), z czego herb rodziny o przydomku Lewald jest określany jako Rogala lub jego odmiana, zaś niektórzy przedstawiciele Pęta-Płacheckich wylegitymowali się z herbem Płachecki IV. 
Przydomek Habicht, ewoluujący w Haubicht, Haubicz, Haubitz, Haubicki pochodzi od herbu (jastrząb to po niemiecku Habicht). Przydomek Falken ma pochodzić od zdrobniałego Chwalisław, Falisław albo Walenty, choć może także pochodzić od niemieckiego Falken - sokół. Przydomek Pęta i Pięta wywodzić się ma od słowa pięta.
Tadeusz Gajl wymienia jeszcze tego herbu nazwiska Galkiewicz, Mierawski (Murowski) i Szychiewicz.

### Rodzina Płacheckich
Rodzina o nazwisku pochodzącym od gniazdowej wsi Płachty. Pierwsza wzmianka w 1570 (Paweł i Tomasz Płachecki herbu Jastrząb w Płachtach i Marcin Płachecki w Nowym Wiecu). Kolejne wzmianki z lat 1648 (Wojciech Płachecki w Czerniewie), 1682 (Grzegorz Płachecki w Płachtach), 1697 (Piotr Płachecki, poseł na sejm elekcyjny), 1717 (Grzegorz Płachecki w Płachtach), 1733 (Jan i Melchior Płacheccy, posłowie), 1764 (Jan i Józef, Józef, Karol, Roch i Wawrzyniec, posłowie). Płacheccy pełnili pomniejsze urzędy na Pomorzu. Roch Płachecki był wiceregentem grodzkim pomorskim (1764-65) i regentem grodzkim pomorskim (1766-1778), Władysław Płachecki, łowczy malborski (1754), Michał Płachecki, chorąży wendeński (1761-64). W roku 1772 hołd królowi pruskiemu składali: Władysław, Jan, Roch i Piotr Płacheccy. Synowie Tyburcego Płacheckiego kształcili się w szkołach wojskowych: Fabian w Berlinie, Józef w Chełmnie (szkoły pruskie), zaś Władysław został oficerem polskim, walczył w kampaniach Napoleona. Jego syn, Ferdynand, został wylegitymowany ze szlachectwa w Królestwie Polskim z herbem Haubicki. 